# René Chalupt
René Chalupt, né à Paris le 30 décembre 1885 et mort à Veytaux le 9 mars 1957, est un poète et un critique musical français.

## Biographie
René Chalupt est un poète français, surtout connu pour les nombreuses mélodies que des musiciens ont composées sur ses vers. D'après un inventaire de 1945, 83 de ses poèmes ont été mis en musique par 27 musiciens, dont : Louis Aubert, Georges Auric , Maurice Delage, Darius Milhaud, Jean Rivier, Albert Roussel , Erik Satie, Germaine Tailleferre, Claude Arrieu, Claude Delvincourt.
De 1911 à 1914, il a publié la revue poétique Le Recueil pour Ariane ou le Pavillon dans un parc.
Il reçut des leçons de piano de Ricardo Viñes et exerça la critique musicale notamment à La Phalange, L’Occident, Montjoie !, The Chesterian, la Revue Internationale de Musique, La Revue musicale d'Henry Prunières.
Son père était l'un des administrateurs de la Salle Gaveau. Sa sœur, Linette Chalupt, morte de la grippe espagnole en 1918, est la dédicataire de Son binocle d'Erik Satie (1914), et de la deuxième pièces des Ombres de Florent Schmitt (1913-1917).

Robert Sabatier a dit de lui :

« [c’]est un virtuose, un jongleur qui trace des arabesques, manie l’ellipse, pour créer un art d’illusionniste entre  Cocteau et Toulet. »

## Publications

### Recueils de poésies
- La Lampe et le miroir : petite suite de poèmes sans accompagnement, Paris, La Phalange, 1911, 140 p. (BNF 35284567)
- Interludes, Paris, Henri Baguenier Desormeaux, 1912, 29 p. (BNF 42715732)
- Nocturnes, Paris, Henri Baguenier Desormeaux, 1914
- Onchets, Paris, Frazier-Soye, 1926, 56 p. (BNF 42900379)

### Ouvrages sur la littérature
- Valéry Larbaud, Paris, À la maison des Amis du Livre, 1922, 64 p.

### Ouvrages sur la musique
- George Gershwin le musicien de la Rhapsodie in Blue, Paris, Amiot-Dumont, coll. « Jeunesse de la musique », 1949, 179 p. (BNF 31924821)
- Ravel au miroir de ses lettres : correspondance réunie par Marcelle Gerar et René Chalupt, Paris, Robert Laffont, 1956, 280 p. (BNF 32558157) Méritoire anthologie de 186 correspondances de Maurice Ravel, avec toutefois peu de fiabilité éditoriale : nombreuses erreurs de transcription et de dates, coupes volontaires, noms de personnes citées rendus anonymes X, Y, etc ; ce livre a paru 32 ans plus tard dans une traduction russe à Leningrad aux éditions Muzika en 1988

## Pour approfondir